# Summit
Un summit este o întâlnire internațională a șefilor de stat sau de guvern, de obicei cu o expunere considerabilă în mass-media, securitate strictă și o agendă prestabilită. Printre cele mai cunoscute summituri istorice se numără cele între cei trei mari (Franklin D. Roosevelt, Winston Churchill și Iosif Stalin) în timpul celui de al Doilea Război Mondial. Cu toate acestea, termenul de summit nu a fost folosit în mod obișnuit pentru astfel de întâlniri decât începând cu summitul de la Geneva (1955). În timpul Războiului Rece, când președinții americani se întâlneau cu omologii sovietici sau chinezi pentru întâlniri unu-la-unu, mass-media eticheta acele evenimente drept „summituri”. Epoca de după Războiul Rece a produs o creștere a numărului de evenimente „summit”. În zilele noastre, summiturile internaționale sunt cea mai comună expresie a guvernării globale.